# Cmentarz wojenny nr 224 – Brzostek
Cmentarz wojenny nr 224 – Brzostek – cmentarz z I wojny światowej zaprojektowany przez Gustava Rossmanna, w formie pojedynczej mogiły zbiorowej znajdujący się w mieście Brzostek w gminie Brzostek. Jeden z ponad 400 zachodniogalicyjskich cmentarzy wojennych zbudowanych przez Oddział Grobów Wojennych C. i K. Komendantury Wojskowej w Krakowie.
Na cmentarzu pochowanych jest 97 austriackich żołnierzy poległych 7–8 maja 1915 roku. Między innymi z następujących jednostek: L.I.R.19, I.R.21, I.R.36, I.R.59.
Obiekt znajduje przy wejściu na cmentarz parafialny, przy drodze i jest zachowany w dobrym stanie. Ma kształt prostokąta o powierzchni 52 m².
Na bokach mogiły znajdują się po dwie betonowe wnęki, po kształcie których można przypuszczać, że zawierały żeliwne tablice z co najmniej częścią nazwisk poległych żołnierzy.